# The Christian
The Christian er en amerikansk stumfilm fra 1914 af Frederick A. Thomson.

## Medvirkende
- Edith Storey som Glory Quayle.
- Carlotta De Felice som Polly Love.
- Harry Northrup som Lord Robert Ure.
- Donald Hall som Francis Horatio Drake.
- Alberta Gallatin som Mrs. MacCrae.